# Luca Tramontin
Luca Tramontin (Belluno, Italia, 22 de febrero de 1966) es un ex rugbista italiano, actor y autor de la serie internacional de investigación y deporte SPORT CRIME que en 2016 actuó en la película “The Legacy Run” con el legendario actor italiano Nino Castelnuovo.
Reconocido por su carrera de deportista y conductor de programas de Rugby y Hockey a Eurosport - Sportitalia y reportaje para RSI (Suiza) y SBS (Australia). 

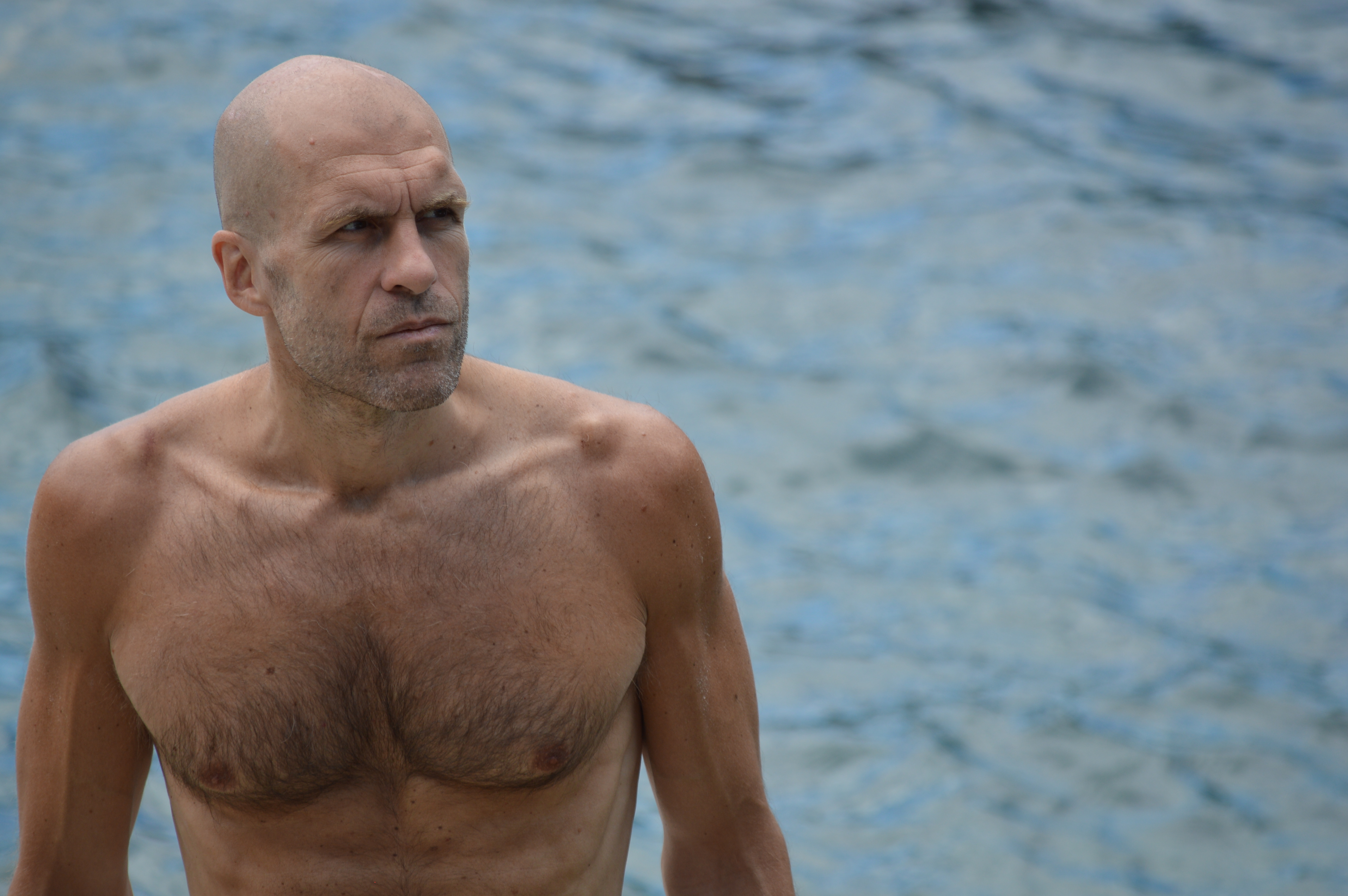

Jugò con Rugby Casale, Rugby Belluno, Rugby Brescia, Rugby Viadana (con Tana Umaga y Inoke Afeaki), Piacenza Rugby Club, Lugano Rugby y Glenn Innes (Australia).

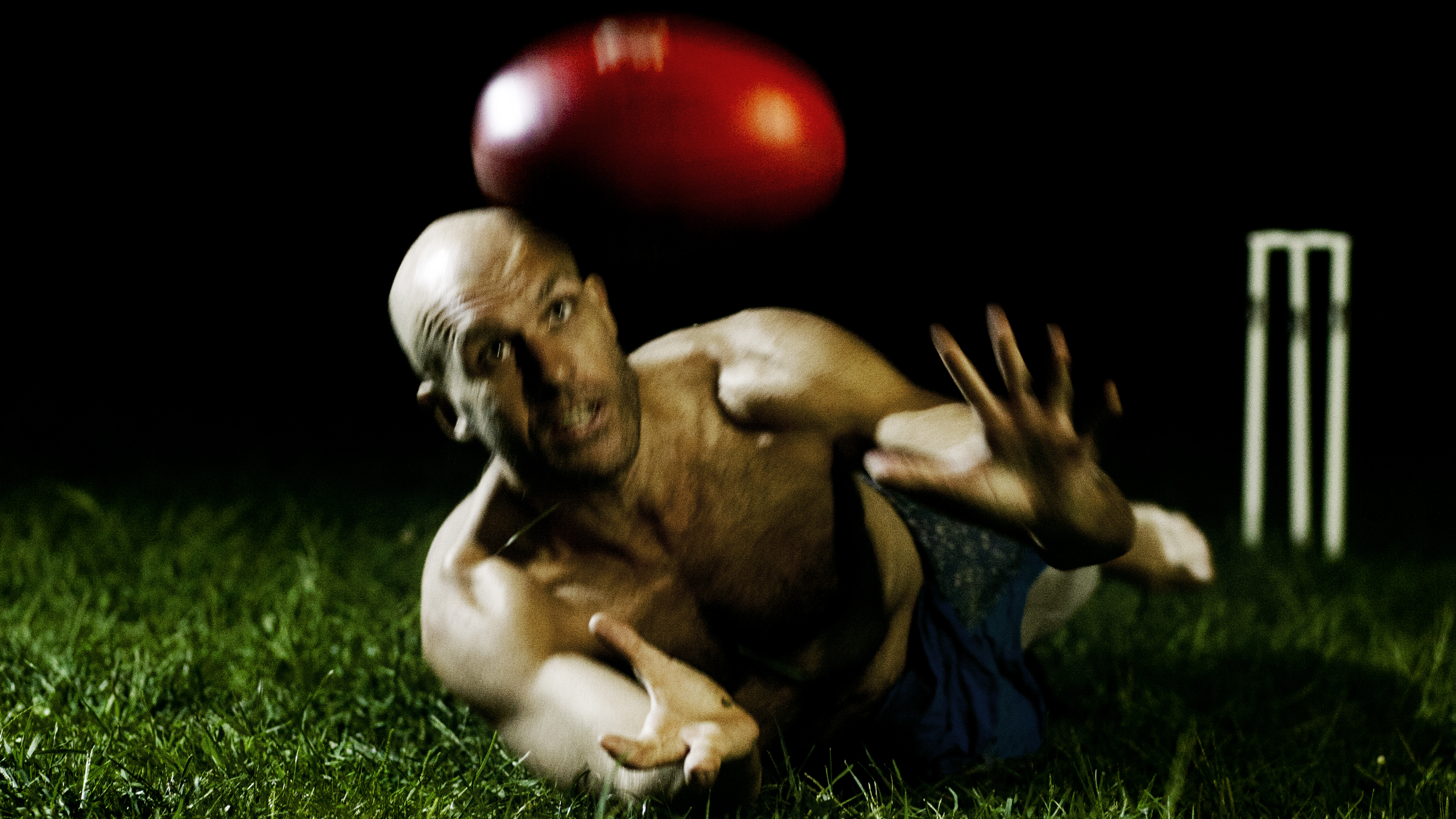